# Ладислав Јуркемик
Ладислав Јуркемик, (чеш. Ladislav Jurkemik;Јацовце, 20. јул 1953) је бивши чехсловачки фудбалер, дефанзивац, а касније словачки тренер. Носилац је златне медаље са Европског првенства 1976. и бронзане медаље са Европског првенства 1980.

## Каријера
Почео је да игра фудбал у свом родном граду, прво на крилу, а касније пребачен на мјесто штопера. За први тим Интера наступио је у сезони 1973/74. Дуго година је наступао за овај клуб који у том периоду није постигао значајне успјехе ни у првенству ни у купу. Иако одбрамбени играч, постигао је доста голова за једног дефанзивца, у сезонама 1978/79 и 1979/80 постигао је по 6 голова. У Интеру је играо до љета 1984. осим сезоне 1980/81, када је у оквиру одслужења војног рока наступао за ФК Дукла Банска Бистрица. У љето 1984. прелати у швајцарски ФК Санкт Гален. Каријеру је окончао у другом швајцарском клубу - FC Chur. У Чехословачкој лиги је одиграо 318 утакмица и постигао 53 гола. У Купу УЕФА је одиграо 14 мечева и постигао 4. гола.
Са репрезентацијом је био јуниорски европски првак (1972), а прву утакмицу за први тим одиграо је као 22-годишњак 7. јуна 1975. године у пријатељској утакмици против Аустрије. Са репрезентацијом је освојио злато на Европском првенству 1976. и бронзану медаљу на Европском првенству 1980. Учествовао је и на Свјетском првенству 1982. Посљедњу утакмицу одиграо је 30. новембра 1983. против Румуније. За репрезентацију је одиграо 57 утакмица и постигао 3 гола.
Последњих година играчка каријера му се преклапала са тренерским послом. Почео је да тренира FC Chur, као играјући тренер од 1989. до 1992. године. У сезони 1992/1993 водио је ФК Штурм, а затим је водио ФК Спартак Трнава (1993-1994). Мало прије краја сезоне прелази у аустријски Капфенберг (1994-1996). Потом одлази у ФК Римавска Собота, који је водио у сезони 1997-1998. Затим је тренирао ФК Ружомберок и у љето 1999. године потписује једногодишњи уговор са екипом ФК Сењец, новајлијом у словачком првенству. У септембру 2000. године замјенио је Јозефа Бармоша на клупи  ФК Жилина и осваја првенство. Почетком 2002. године постао је селектор фудбалске репрезентације Словачке. Репрезентацију је водио до 2003. Био је и селектор репрезентације Словачке до 21 године (2004). У марту 2008. враћа се на мјесто тренера у ФК Ружомберок, у којем остаје до краја сезоне. По завршетку сезоне постигао је договор са чешким прволигашем ФК Словачка. У марту 2011. године поново се враћа у Ружомберок.

## Лигашки учинак
| Сезона                       | Утакмица | Голова | Клуб                     |
| ---------------------------- | -------- | ------ | ------------------------ |
| 1. чехословачка лига 1971/72 | 14       | 1      | ФК Интер Братислава      |
| 2. чехославачка лига 1972/73 | -        | -      | ФК Интер Братислава      |
| 1. чехословачка лига 1973/74 | 29       | 4      | ФК Интер Братислава      |
| 1. чехословачка лига 1974/75 | 28       | 8      | ФК Интер Братислава      |
| 1. чехословачка лига 1975/76 | 28       | 3      | ФК Интер Братислава      |
| 1. чехословачка лига 1976/77 | 28       | 8      | ФК Интер Братислава      |
| 1. чехословачка лига 1977/78 | 21       | 0      | ФК Интер Братислава      |
| 1. чехословачка лига 1978/79 | 30       | 6      | ФК Интер Братислава      |
| 1. чехословачка лига 1979/80 | 30       | 6      | ФК Интер Братислава      |
| 1. чехословачка лига 1980/81 | 26       | 4      | ФК Дукла Банска Бистрица |
| 1. чехословачка лига 1981/82 | 29       | 5      | ФК Интер Братислава      |
| 1. чехословачка лига 1982/83 | 30       | 5      | ФК Интер Братислава      |
| 1. чехословачка лига 1983/84 | 25       | 3      | ФК Интер Братислава      |
| УКУПНО                       | 318      | 53     |                          |